# Launaea picridioides
Espèce
Synonymes
- Lactuca picridioides (Webb) Henriq.[1]
- Microrhynchus picridioides (Webb) Walp.[1]
- Rhabdotheca picridioides Webb.[2]
- Rhabdotheca picridioides Webb[1]

Statut de conservation UICN

 VU B1ab(ii)+2ab(ii) : Vulnérable
Launaea picridioides est une espèce de plantes à fleurs de la famille des Astéracées endémique du Cap-Vert.

## Répartition et habitat
Cette espèce est présente sur les îles de Santo Antão, São Vicente et São Nicolau. On la trouve principalement entre 200 et 900 m d'altitude.